# Ilia Isorelýs Paulino
Ilia Isorelýs Paulino (Lawrence, Massachusetts, 26 de marzo de 1995) es una actriz de cine y teatro estadounidense de origen dominicano, conocida por su papel de Lila Flores en la serie de televisión The Sex Lives of College Girls (2021-presente). También interpretó al personaje de Alvida en la serie de Netflix One Piece (2023).

## Vida y carrera
Paulino nació y creció en Lawrence, Massachusetts, de padres dominicanos. Describe su camino hacia la interpretación como 'complicado' debido a su fuerte acento español.
Cuando tenía 13 años, fue con una amiga a una audición para la obra "La Bella y la Bestia". Tras audicionar consiguió el papel protagonista de la Bestia. Tuvo su primera experiencia como actriz en una producción cinematográfica en el cortometraje Innovación. Estudió una licenciatura en la Universidad DeSales en Pensilvania.
En la primavera de 2020, se graduó en la Escuela de Arte Dramático David Geffen de la Universidad de Yale. En 2021, siguió con un papel secundario en la producción cinematográfica Queenpins. Desde ese mismo año, ha interpretado el papel de Lila en la serie de televisión La vida sexual de las universitarias. A principios de marzo de 2022, se anunció que interpretará el papel de la capitana pirata Alvida en la serie de Netflix, One Piece.

## Filmografía
- 2013: Innovación
- 2021: Queenpins
- 2021: La vida sexual de las universitarias
- 2023: One Piece

## Teatro
- 2015: Rapunzel, Pennsylvania Shakespeare Festival, DeSales University Schubert Theater
- 2015: Pericles, Festival Shakespeare de Pensilvania, Teatro Schubert de la Universidad DeSales.
- 2016: La Sirenita, Festival Shakespeare de Pensilvania, Teatro Schubert de la Universidad DeSales.
- 2016: Julio César, Festival Shakespeare de Pensilvania, Teatro Schubert de la Universidad DeSales.
- 2016: La fierecilla domada, Pennsylvania Shakespeare Festival, DeSales University Main Stage.
- 2017: La princesa de hielo, Festival Shakespeare de Pensilvania, Teatro Schubert de la Universidad DeSales.
- 2017: Evita, Pennsylvania Shakespeare Festival, DeSales University Main Stage
- 2017: Los tres mosqueteros, Pennsylvania Shakespeare Festival, DeSales University Main Stage.
- 2017: As You Like It, Pennsylvania Shakespeare Festival, DeSales University Main Stage
- 2019: Noche de Reyes, Teatro de la Universidad, Teatro de la Universidad de Yale
- 2019: Antonio y Cleopatra, Pennsylvania Shakespeare Festival, DeSales University Main Stage
- 2019: Vidas privadas, Festival Shakespeare de Pensilvania, Teatro del escenario principal de la Universidad DeSales